# Ермано Олми
Ермано Олми (на италиански: Ermanno Olmi) е италиански филмов режисьор и сценарист.

## Биография
Роден е в Бергамо, Ломбардия. Женен е за Лоредана Дето, която играе Антониета Мазети във филма му „Мястото“ (1961), имат три деца.

## Творчество
Филмите на Олми се вписват в художествения калъп на италианския неореализъм, въпреки че той реагира срещу това, защото твърди, че използва непрофесионални актьори на автентични места има предвид, че неореализма използва професионални актьори. Все пак много режисьори от неореализма използват и непрофесионални актьори за второстепенните и понякога дори главните роли. Повечето му филми, смятани за продукти на движението неореализъм, са заснети протяжно и бавно и обикновено съдържат някакъв вид социален коментар.
Може би най-известен е филмът му „Дървото на налъмите“, който е носител на Златна палма на филмовия фестивал в Кан през 1978 г. През 1983 г. филмът му „Върви, върви“ се пресява от конкуренцията в Кан. През 1988 г. филмът му „Легендата за светия пияница“, основан на романа на Йозеф Рот и с участието на Рютгер Хауер, печели Златен лъв на филмовия фестивал във Венеция, както и награда „Давид на Донатело“.
Филмът му „Занаятът на оръжията“ също печели наградата „Давид на Донатело“.
През 2008 г. получава почетен Златен лъв на филмовия фестивал във Венеция.

## Филмография

### Режисьор
| година | филм                        | оригинално заглавие            | бележки |
| ------ | --------------------------- | ------------------------------ | ------- |
| 1958   | Времето се спря             | Il tempo si è fermato          |         |
| 1961   | Мястото                     | Il Posto                       |         |
| 1963   | Годеници                    | I fidanzati                    |         |
| 1965   | Той беше човек              | E venne un uomo                |         |
| 1969   | Някой ден                   | Un certo giorno                |         |
| 1978   | Дървото на налъмите         | L'Albero degli zoccoli         |         |
| 1983   | Върви, върви                | Cammina, cammina               |         |
| 1987   | Да живее дамата!            | Lunga vita alla signora!       |         |
| 1988   | Легендата за светия пияница | La leggenda del santo bevitore |         |
| 1993   | Тайната на старото дърво    | Il segreto del bosco vecchio   |         |
| 2001   | Занаятът на оръжията        | Il mestiere delle armi         |         |
| 2003   | Песен, скрита зад паравана  | Cantando dietro i paraventi    |         |
| 2005   | Билети                      | Tickets                        |         |
| 2007   |                             | Centochiodi                    |         |
| 2011   | Картоненото село            | Il villaggio di cartone        |         |
| 2014   | Поляните отново ще цъфтят   | Torneranno i prati             |         |